# ピコキスティス藻綱
ピコキスティス藻綱 (ピコキスティスそうこう) (学名：Picocystophyceae) は、緑藻植物門に属する緑藻の1綱。緑藻植物の初期分岐群の１つであり、2019年現在、唯1種 Picocystis salinarum のみが記載されている。微小な (直径 2–3 µm) 単細胞不動性の緑藻であり、緑色植物としては極めて特異なカロテノイド (アロキサンチンなど) をもつことが知られている。塩湖やアルカリ湖でときに優占している。

## 特徴
単細胞不動性で細胞は非常に小さく (直径 2–3 µm)、基本的に球形だが、培養後期には楕円形やマツの花粉形 (ミッキーマウス形) の細胞が生じる。細胞は薄い細胞壁に囲まれる。細胞壁の構成糖としてアラビノースが多く、マンノース、ガラクトース、グルコースも含む。葉緑体は1個 (マツの花粉形細胞では2個)、ピレノイドを欠く。光合成色素として、緑色植物に一般的なクロロフィル a、クロロフィル b、ルテイン、ネオキサンチン、ビオラキサンチン、ゼアキサンチン、β-カロテン、α-カロテンをもつが、それに加えて緑色植物としては極めて特異なモナドキサンチン、アロキサンチン、ディアトキサンチンをもつ。ゲノムサイズは約 30 Mb (1 Mb = 百万塩基対)。自生胞子形成 (ふつう２個、まれに４個) による無性生殖を行う。

## 生態
北米西部の塩湖 (塩分濃度約10%) から発見され、その後アフリカ東部の塩湖やアルカリ湖、温泉 (水温は約35°C) からも報告されている。このような湖沼でときに優占しており、一次生産の半分以上を担っていこともある。塩分濃度 (0–26%) や pH (4–12) に広い耐性を示し、また弱光下でも増殖する。最適条件は塩分濃度 4%、pH6–10、照度 ~50 mmol photons m−2 s−1。嫌気条件下でも光合成を行い、増殖する。

## 系統と分類
2001年に Picocystis salinarum が記載され、分子系統解析から、緑藻植物門における初期分岐群の１つであることが示された。またこの系統群は、prasinophyte clade VIIC ともよばれる。その後、詳細な系統解析などをもとに独立の綱とすることが提唱された。2019年現在、1属1種 (Picocystis salinarum) のみが知られているが、複数種の存在が示唆されている。
| ピコキスティス藻綱の種までの分類体系 (2019年現在) - ピコキスティス藻綱 Picocystophyceae Eikrem & Lopes dos Santos in Lopes dos Santos et al., 2017 - ピコキスティス目 Picocystales Eikrem & Lopes dos Santos in Lopes dos Santos et al., 2017 - ピコキスティス科 Picocystaceae Eikrem & Lopes dos Santos in Lopes dos Santos et al., 2017 - ピコキスティス属 Picocystis R.A.Lewin, 2001 - Picocystis salinarum R.A.Lewin, 2001 |